# Grand Prix de la USCF
El Grand Prix de la USCF, o, en anglès, USCF Grand Prix és una sèrie de torneigs d'escacs organitzats per la Federació d'escacs dels Estats Units. En general, cada torneig té almenys 300 dòlars garantits en premis, i la victòria en cada torneig dona punts pel "Grand Prix", un premi acumulat. Al final de l'any, es donen premis als jugadors amb més punts acumulats, essent el primer, en general, de 10.000 dòlars.
Aquests premis són incentius pels Grans Mestres per jugar en torneigs petits, que d'altra manera segurament evitarien.
El Grand Prix d'escacs es va iniciar en la dècada de 1980 gràcies al patrocini de l'empresa Church's Chicken. Com a resultat, els punts atorgats en aquests torneigs van ser anomenats "chicken points" i els torneigs en què aquests punts es podien guanyar va ser anomenat el "Chicken circuit".
A mesura que passaven els anys, el patrocini ha anat canviant. Durant diversos anys el patrocinador era Novag, un fabricant de màquines d'escacs. En l'actualitat, el patrocinador és ChessCafe.
El difunt Gran Mestre Igor V. Ivanov va guanyar el Grand Prix d'escacs en nou ocasions. Posteriorment, el va succeir el Gran Mestre també difunt Aleksander Wojtkiewicz.